# Павел (Пономарёв)
Митрополи́т Па́вел (в миру Георгий Васильевич Пономарёв; род. 19 февраля 1952, Караганда, Казахская ССР, СССР) — епископ Русской православной церкви, митрополит Крутицкий и Коломенский, патриарший наместник Московской митрополии, постоянный член Священного синода с 15 апреля 2021 года. Ректор Российского православного университета святого Иоанна Богослова (2021—2023). Кандидат богословия.
Тезоименитство — 29 июня/12 июля (первоверховного апостола Павла).

## Биография
Родился в семье рабочих. Учился в средней школе. После окончания средней школы служил в рядах Советской Армии. После увольнения в запас окончил профессиональное техническое училище, работал слесарем и шофёром.
В 1973 году поступил в Московскую духовную семинарию, которую окончил в 1976 году.
В октябре 1977 года принят в число братии Троице-Сергиевой лавры, 17 декабря того же года наместником лавры архимандритом Иеронимом (Зиновьевым) пострижен в мантию с именем Павел в честь первоверховного апостола Павла.
5 марта 1978 года в академическом Покровском храме Троице-Сергиевой лавры архиепископом Владимиром (Сабоданом) рукоположён в сан иеродиакона, а 6 мая того же года — в сан иеромонаха.
В 1979—1981 годы — референт ОВЦС МП.
В 1980 году окончил Московскую духовную академию со степенью кандидата богословия.
15 сентября 1981 года направлен в Русскую духовную миссию в Иерусалиме. С 16 июля 1982 года — заместитель начальника Русской духовной миссии в Иерусалиме.
В 1983 года патриархом Иерусалимским Диодором возведён в сан игумена.
29 июля 1986 года назначен начальником Русской духовной миссии в Иерусалиме, в связи с чем 15 августа того же года возведён в сан архимандрита. 19 июля 1988 года освобождён от должности начальника Русской духовной миссии в Иерусалиме.
26 августа 1988 года определён наместником Псково-Печерского монастыря. При нём в монастырь была возвращена из Тартуского университета в собственность монастыря богатейшая библиотека из старинных рукописный и печатных книг. Важная заслуга архимандрита Павла (Пономарёва) состояла в возрождении широкомасштабного духовно-просветительского и социального служения, что стало возможным после празднования 1000-летия Крещения Руси.

### Епископское служение в США
19 февраля 1992 года постановлением Священного синода Русской православной церкви ему определено быть епископом Зарайским, викарием Московской епархии, управляющим Патриаршими приходами в США и временно в Канаде. 21 марта 1992 года наречён, а 22 марта того же года хиротонисан во епископа Зарайского, викария Московской епархии, управляющего приходами Московского патриархата в США и Канаде. Хиротонию в Богоявленском кафедральном соборе совершили патриарх Алексий II, митрополиты Крутицкий и Коломенский Ювеналий (Поярков), Ростовский и Новочеркасский Владимир (Сабодан), Псковский и Великолукский Владимир (Котляров), архиепископ Солнечногорский Сергий (Фомин), епископы Истринский Арсений (Епифанов) и Подольский Виктор (Пьянков).
Прибыл в США после Пасхи. Поскольку в кафедральный собор в Нью-Йорке в начале 1990-х годов ходило очень мало людей, то много времени уделял Патриаршим приходам (всего их тогда было 31), которые часто посещал. Посещал также Патриаршие приходы в Канаде и в Мексике.
Общался с представителями Русской православной церкви заграницей (РПЦЗ): неоднократно встречался с епископом Митрофаном (Зноско-Боровским) и епископом Иларионом (Капралом).

### Епископское служение в Австрии и Венгрии
29 декабря 1999 года назначен епископом Венским и Австрийским с поручением архипастырского окормления приходов Венгерского благочиния.
19 апреля 2000 года приходы Венгерского благочиния были преобразованы в самостоятельную Будапештскую и Венгерскую епархию, при этом епископ Павел получил титул «Венский и Будапештский».
23 февраля 2001 года возведён в сан архиепископа.

### На Рязанской кафедре
7 мая 2003 года решением Священного Синода Русской православной церкви назначен архиепископом Рязанским и Касимовским.
5 октября 2011 года в связи с образованием Касимовской и Скопинской епархий титул изменён на Рязанский и Михайловский. С 6 октября 2011 года — глава новообразованной Рязанской митрополии, в связи с чем 8 октября в Успенском соборе Троице-Сергиевой лавры возведён в сан митрополита.

### Служение в Беларуси

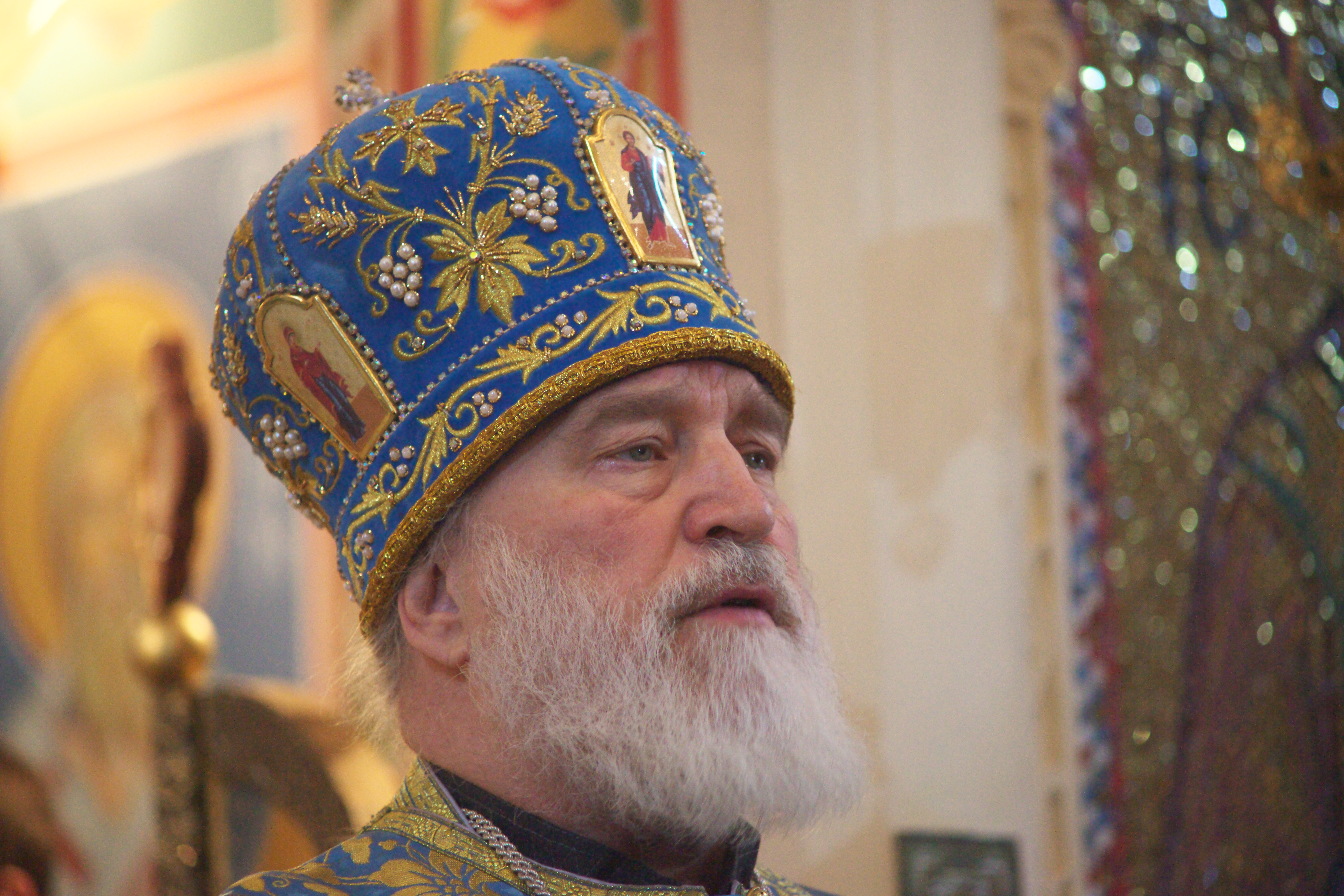

25 декабря 2013 года назначен митрополитом Минским и Слуцким, Патриаршим экзархом всея Беларуси. Отметил, что «Рязань стала для меня родным домом, и покидать мне её приходится с грустью».
5 января 2014 года состоялась первая воскресная литургия в Свято-Духовом кафедральном соборе в Минске с новым главой Белорусской православной церкви. Митрополит Филарет не смог присутствовать по болезни, и напутственное слово от митрополита Филарета митрополиту Павлу зачитал архиепископ Новогрудский и Лидский Гурий.
Назначение главой Белорусской православной церкви человека без белорусского гражданства и знания белорусского языка подверглось критике ряда общественных активистов Беларуси. Митрополит пообещал получить белорусский паспорт и заняться изучением языка. Выступил против создания «национальной белорусской церкви»: «…сегодня, под благовидным предлогом — свобода, независимость — пытаются навязать новую идею, которая не объединяет людей, а разъединяет». Назвал униатов «сектантской организацией». Отношение митрополита к белорусским униатам подвергается критике со стороны белорусских христианских демократов. Положительно относился к богослужениям на белорусском языке; отмечал, что «у нас для всех желающих, кто хочет молиться на беларускай мове, есть такая возможность».
10 августа 2020 года митрополит Павел поздравил Александра Лукашенко с победой на президентских выборах. Однако, получив информацию о последующих событиях в Беларуси, принёс извинения за поздравление; после просмотра видео о задержании протестующих «он возмутился, ужаснулся и расстроился». Священник Александр Шрамко, получивший известность своими оппозиционными взглядами, отметил, что митрополит Павел «колебался, сомневался, прощения просил, молебны проводил, мер к некоторым сочувствующим протестам батюшкам не применял. Да и вообще был не особо в чести у диктатора».
Во время трагических событий Беларуси в августе 2020 года митрополит Павел посещал в больницах пострадавших в ходе протестных акций людей. Он напомнил, что «Церковь … осуждает любое насилие, пребывает вместе со всеми людьми, разделяет их боль, сопереживает их страданиям, молится о них и о их близких».

### С 2020 года
25 августа 2020 года Священный синод Русской православной церкви принял прошение патриаршего экзарха всея Беларуси митрополита Минского и Заславского Павла об освобождении от должности. Митрополит Павел был назначен митрополитом Екатеринодарским и Кубанским, главой Кубанской митрополии.
15 апреля 2021 года в связи с почислением на покой митрополита Ювеналия (Пояркова) назначен митрополитом Крутицким и Коломенским, патриаршим наместником Московской митрополии, постоянным членом Священного синода. С 4 июня 2021 года является настоятелем Успенского кафедрального собора города Коломны Московской области.
21 октября 2021 года назначен ректором Российского православного университета. 30 ноября 2021 года на основании решения Совета учредителей Университета от 10 ноября 2021 года митрополит Павел официально вступил в должность ректора. 30 декабря указом патриарха Московского и всея Руси Кирилла назначен настоятелем Патриаршего подворья университетского храма в честь апостола и евангелиста Иоанна Богослова под Вязом города Москвы.

## Награды
Государственные
- Орден Дружбы (25 марта 2025) — за вклад в восстановление объектов культурного наследия федерального значения[26]

Церковные
- Медаль преподобного Сергия Радонежского I степени (18 апреля 1980)
- Орден Преподобного Сергия Радонежского II степени (31 июля 1987)
- Право совершения богослужений с жезлом (27 августа 1989)
  - Орден святого благоверного князя Даниила Московского II степени (ноябрь 1992)
  - Орден преподобного Сергия Радонежского II степени (19 февраля 2002)
  - Орден преподобного Серафима Саровского II степени (19 февраля 2007)[27]
- Орден I степени Кантакузина Катарина Бранкович (Сербская православная церковь, 2007)
- Орден преподобного Нестора Летописца II степени (Украинская православная церковь, 12 октября 2007)
- Орден Святого Креста, апостола и евангелиста Марка (Александрийская православная церковь; 12 октября 2007)
- Памятная медаль 1020-летия Крещения Руси (27 июня 2008)
- серебряный орден святителя Иннокентия Московского, просветителя Америки (Американская православная церковь)
  - Орден святителя Иннокентия, митрополита Московского и Коломенского II степени (2012)[28][29]
  - 2019 г. — «орден преподобных Антония и Феодосия Киево-Печерских» (УПЦ)
  - 2022 г. — орден Святителя Алексия, митрополита Московского II степени
  - 2017 г. — орден преподобного Серафима Саровского I степени
  - 2024 г. — орден преподобного Андрея Иконописца II степени